# مديرية ردمان

تعديل مصدري - تعديل

مديرية ردمان العواض مديرية تقع في محافظة البيضاء في وسط اليمن. بلغ عدد سكانها 32150 نسمة عام 2004.